# Aspitates glabra
Aspitates glabra är en fjärilsart som beskrevs av Barend J. Lempke 1952. Aspitates glabra ingår i släktet Aspitates och familjen mätare. Inga underarter finns listade i Catalogue of Life.